# Ingrid Björkman
Ingrid Maria Björkman, född 6 augusti 1927 i Uppsala, är en svensk litteraturvetare och filosofie doktor i litteraturvetenskap. Hon är uppvuxen i Skara,

## Utbildning och yrkesliv
Efter studier i litteraturvetenskap, engelska, psykologi, nordiska språk och konsthistoria i Uppsala arbetade hon som lärare och bildade samtidigt familj. Efter att makarna gått skilda vägar kom Björkman att tillsammans med sín nye make att bosätta sig i Kenya där hennes man fått i uppdrag av SIDA att starta en lärarhögskola för naturvetenskapliga ämnen. Björkman studerade själv afrikansk litteratur. Efter hemkomsten från Nairobi bosatte paret sig i Örebro. I samband med en längre tids sjukdom inledde hon doktorandstudier i litteraturvetenskap och 1979 disputerade hon med en avhandling om Nini Roll Ankers Stampetrilogi. Efter en skilsmässa flyttade Björkman till Göteborg där hon tillträdde en docentur med inriktning på litteraturvetenskap vid Göteborgs universitet. Hon har också arbetat som metodiklektor i svenska och gymnasieadjunkt i svenska och engelska.

## Forskning och samhällsengagemang
Björkman har, inom ramen för sin verksamhet vid Göteborgs universitet, genomfört forskningsprojekt i Afrika på uppdrag av SAREC (Styrelsen för u-landsforskning). Projekten har kretsat kring den inhemska kulturens roll i den sociala och politiska utvecklingen.
Björkman ingick under ett tiotal år i en tvärvetenskaplig forskargrupp inom migrations- och invandringsområdet. Tillsammans med bland andra Jan Elfverson och Åke Wedin är hon medförfattare till tre böcker som behandlar u-landsmigration och invandring till Sverige. Björkman har i sammanhanget även varit aktiv som debattör och föreläsare. Hon har bl.a. ingått i det invandringskritiska Samfundet för nationell och internationell utveckling, föreläst vid Sverigedemokraternas kommunkonferens i december 2006 och agerat för att Skattebetalarnas förening skall uppmärksamma den offentliga sektorns kostnader för svensk invandringspolitik.